# Cissopis leverianus
Cissopis leverianus là một loài chim trong họ Thraupidae.